# 强奸色情
强奸色情即强奸题材色情作品（英語：Rape pornography），是色情作品的一种，这类作品主要涉及对强奸行为的描述：或是模拟强奸，即成年人在性同意的情况下假装强奸；或是实际进行强奸。其中，实际强奸的受害者可能是在被胁迫的情况下假装同意，这样制作出来的色情作品就像是模拟强奸或是非强奸题材的色情作品。一些主流电影中存在模拟强奸的场景，如强奸和复仇题材的电影。
关于模拟强奸类型作品的合法性，世界各地有着不同的法律规定。

## 合法性

### 美国
强奸题材色情作品在美国几乎没有法律约束，但执法机构会对作品制作过程中的违法行为进行处理。

### 日本
根据日本2022年开始实施的《AV出演被害防止、救济法》第一章第3条之规定，在制作成人影片时，不得强迫表演者进行性行为。

### 德国
在德国，传播强奸题材色情作品属于违法行为。

## 模拟强奸作品
- 日本一些AV厂商会合法拍摄并发售模拟强奸类型的作品，如Attackers、Das!、Aurora Project、本中、东京热等。

## 真实强奸案件
- 色情网站GirlsDoPorn（英语：GirlsDoPorn）在2009至2020年间，制作有女性被性侵犯的视频[5][6][7][8] 。
- 色情演员琳达·拉芙蕾丝在其自传《折磨（英语：Ordeal (autobiography)）》中称，自己在20世纪70年代出演的色情电影中被强奸。
- N号房事件中，一些真实强奸的视频被上传到Telegram上牟利，主犯赵主彬被判处40年监禁[9]。
- 李宗瑞性侵案中，李宗瑞的犯罪过程被拍摄成视频并上传至网络。

## 拓展
- Bridges, Ana J. . O'Donohue, Yvonne; William T., Paul A.  (编). . Routledge. October 2019: 129–149. ISBN 978-3030236441.
- Diamond, Milton. . International Journal of Law and Psychiatry. October 2009, 32 (5): 304–314. PMID 19665229. doi:10.1016/j.ijlp.2009.06.004. Abstract （页面存档备份，存于）.
- Diamond, Milton & Uchiyama, Ayako. . International Journal of Law and Psychiatry. 1999, 22 (1): 1–22. PMID 10086287. doi:10.1016/s0160-2527(98)00035-1. Abstract （页面存档备份，存于）.
- Makin, David A.; Morczek, Amber L. . International Journal of Cyber Criminology. June 2015, 9 (1): 1–23. Abstract （页面存档备份，存于）.
- Makin, David A. & Morczek, Amber L. . Journal of Interpersonal Violence. February 2015, 25 (3): 244–257. Abstract.
- Malamuth, Neal M. . Elsevier Science. 2014. ISBN 9781483295794.
- Mowlabocus, Sharif & Wood, Rachel. . Porn Studies. September 2015, 2 (3): 118–122. doi:10.1080/23268743.2015.1056465 . Abstract （页面存档备份，存于）.
- Palermo, Alisia M. & Dadgardoust, Laleh. . Journal of Sexual Aggression. May 2019, 31 (12): 2131–2155. Abstract （页面存档备份，存于）.
- Purcell, Natalie. . Routledge. 2012. ISBN 9780415523127.